# Marie Ommeganck
Anna Maria Petronilla Ommeganck, meglio nota come Marie Ommeganck (Anversa, 12 febbraio 1784 – Anversa, 29 novembre 1857), è stata una pittrice belga rappresentante del romanticismo, specializzata in paesaggi con animali..

## Biografia
Figlia di Balthasar Ommeganck, fu anche sua allieva. Poiché molte delle sue opere non sono altro che copie dei dipinti del padre, sono frequenti confusioni attributive. Fu membro dell'associazione di artisti Konstmaetschappij, fondata - tra gli altri - da suo padre . Sua zia era la pittrice Maria Jacoba Ommeganck. Era sposata con Gabriël Jean Baesten, motivo per il quale era conosciuta anche con il cognome del marito.